# Isotipo (Taxonomía)
En taxonomía, un isotipo es uno de los duplicados del holotipo original, comúnmente utilizado en botánica, micología y protistología. Tratando de protistas, pueden ser individuos que se separan de la muestra-tipo, y, en botánica, porciones del holotipo de una planta.